# Alexandre Gemignani
Alexandre Gemignani (São Paulo, 26 de junio de 1925 - 1998) fue un jugador de baloncesto brasileño. Fue medalla de bronce con Brasil en los Juegos Olímpicos de Londres 1948.